# Samarium(III)-iodid
Samarium(III)-iodid (SmI3) ist eine chemische Verbindung aus den Elementen Samarium und Iod.

## Eigenschaften
Durch Reduktion von wasserfreiem Samarium(III)-iodid im Wasserstoffstrom bei etwa 750 °C gelingt die Darstellung von Samarium(II)-iodid:
{\displaystyle \mathrm {2\ SmI_{3}\ +\ H_{2}\ \longrightarrow \ 2\ SmI_{2}\ +\ 2\ HI} }
Auch durch Reduktion von Samarium(III)-iodid mit metallischem Samarium erfolgt die Darstellung von Samarium(II)-iodid:
{\displaystyle \mathrm {2\ SmI_{3}\ +\ Sm\ \longrightarrow \ 3\ SmI_{2}} }